# Europese vennootschap
De Europese vennootschap (Societas Europaea, SE) is een Europese vennootschapsvorm, ingesteld  bij verordening van 8 oktober 2001 van de  Raad van de Europese Unie met betrekking tot de Europese Vennootschap (EG 2157/2001). Deze verordening biedt ondernemers de mogelijkheid om een grensoverschrijdende rechtspersoon op te richten en de mogelijkheid van juridische fusies tussen in verschillende landen van de Europese Unie gevestigde bedrijven.

## Geschiedenis
Reeds in 1897 lanceerde de Italiaanse jurist Fedozzi het idee voor de creatie van een vennootschap naar Europees recht om een Europese integratie te bewerkstelligen. Zijn plannen bestonden erin een vennootschap te creëren die losgekoppeld was van de nationale vennootschapswetgeving om zo de Europese integratie te bevorderen.  
Meer dan 60 jaar later werd hetzelfde idee wederom actueel door onder andere de voordrachten van Franse notaris Thibièrge tijdens een congres van Franse notarissen en mr. P. Sanders tijdens zijn inaugurele rede aan de Nederlandse Economische Hogeschool in Rotterdam. Sanders, inmiddels professor, werd door de Europese Commissie benoemd tot voorzitter van een groep experts  die een conceptstatuut voor de Europese vennootschap moest maken. Dit ‘Voorontwerp voor een statuut voor Europese naamloze vennootschappen’ werd voltooid in december 1966. Het statuut hield een allesomvattende regeling in voor een Europese Naamloze Vennootschap die een, in de geest van Fedozzi’s plan, van nationale wetgeving losgekoppelde vorm van een Naamloze Vennootschap zou moeten worden. De naam die hieraan werd gegeven is Societas Europaea, hierna wordt deze aangeduid als SE. 
Het voorontwerp van Sanders inspireerde latere voorontwerpen van de Europese Commissie. Deze latere ontwerpen stonden onder druk van de sociale ontwikkelingen in de, inmiddels uitgebreide, Europese Economische Gemeenschap. Medezeggenschap, fiscale aspecten en bescherming van aandeelhouders en crediteuren vormden lange tijd de grootste obstakels om tot een definitief ontwerp te komen. De invulling van medezeggenschap van werknemers is uiteindelijk gekoppeld aan de richtlijn die dit regelt.
Met haar uiteindelijke verordening, in werking getreden op 8 oktober 2004, heeft de Europese Unie een rechtspersoon geschapen die zich kan verplaatsen van lidstaat naar lidstaat zonder geliquideerd te hoeven worden voor de verhuizing. De SE houdt rechtspersoonlijkheid en kan grensoverschrijdend verplaatst worden of verkrijgt deze rechtspersoonlijkheid bij een internationale fusie.
De eerste SE was de Nederlandse bank MeesPierson, die op 8 oktober 2004 een SE inschreef in het handelsregister bij de Kamer van Koophandel.

## Oprichtingseisen
De Europese vennootschap moet een geplaatst aandelenkapitaal van ten minste € 120.000 hebben (in plaats € 45.000 voor de Nederlandse naamloze vennootschap) en voor deze rechtsvorm moet de SE niet alleen nationaal opereren maar moeten bij de SE betrokken vennootschappen onder het recht van ten minste twee verschillende EU-lidstaten ressorteren. 
De SE moet ten eerste opereren volgens de regels van de SE-Verordening, biedt deze echter geen soelaas dan zal (volgens artikel 9 van voornoemde verordening) zij moeten opereren volgens het recht van het land waar de statutaire zetel gevestigd is (feitelijk vanwaar het hoofdbestuur de SE aanstuurt).

## Structuur
Bij oprichting heeft de SE de keuze tussen 
- dualistisch stelsel (met een bestuur én raad van commissarissen) (two-tier bestuur)
- monistisch stelsel (met een board of executives en non-executives) (one-tier bestuur)

Lidstaten die niet beide stelsels in hun wetgeving hebben opgenomen dienen voor de SE hun nationale wetgeving aan te passen.

## Oprichting
Oprichting van een SE is mogelijk op de volgende manieren:

### Omzetting nv in SE
Een nationale naamloze vennootschap die naar het recht van een lidstaat is opgericht en haar statutaire zetel en hoofdbestuur in een van de Europese lidstaten heeft, kan worden omgezet in een SE wanneer zij ten minste twee jaar een dochtervennootschap heeft die onder het recht van een andere lidstaat valt. Het hebben van een bijkantoor in een andere lidstaat is onvoldoende voor omzetting. Omzetting leidt in dit geval niet tot ontbinding van de nv alsook niet tot de oprichting van een nieuwe rechtspersoon. Pas ná omzetting kan de SE haar zetel verplaatsen, na het volgen van de verplaatsingsprocedure zoals beschreven in afdeling 5 van de SE-verordening.

### Oprichting dochter-SE door 2 of meer nationale vennootschappen
Vennootschappen die in artikel 48 EG-verdrag genoemd worden  kunnen een dochter-SE oprichten mits zij voldoen aan een aantal eisen. De vennootschappen dienen onder het recht van verschillende lidstaten te ressorteren, of elk van de vennootschappen dient sinds ten minste twee jaar een dochtervennootschap te hebben die onder het recht van een andere lidstaat ressorteert, of een bijkantoor dat in een andere lidstaat is gelegen.

### Oprichting van eenholding-SE
De holding-SE kan door naamloze vennootschappen en besloten vennootschappen met beperkte aansprakelijkheid worden opgericht  als paraplu voor de grensoverschrijdende activiteiten. Hierbij dienen ten minste twee van de oprichtende vennootschappen te vallen onder het recht van verschillende lidstaten of dienen deze vennootschappen elk ten minste twee jaar een dochtervennootschap te hebben die onder het recht van een andere lidstaat valt, dan wel een bijkantoor te hebben in een andere lidstaat. De termijn van twee jaar wordt als bescherming gebruikt om de oprichting van postbusfirma’s tegen te gaan waarin de vereiste buitenlandse activiteiten worden gefingeerd. De oprichtingsprocedure staat beschreven in afdeling 3 van de verordening.

### Fusie van nationale naamloze vennootschappen
Fusie van twee of meer nationale naamloze vennootschappen waarbij twee verschillende opties zijn:
1. Een van de naamloze vennootschappen verkrijgt het vermogen van de verdwijnende vennootschap(pen) onder algemene titel  en wordt omgezet in een SE. De aandeelhouders van de verdwijnende vennootschap(pen) worden van rechtswege aandeelhouder in de verkrijgende SE. De verdwijnende vennootschap(pen) houd(t)(en) van rechtswege op te bestaan;
2. Een nieuwe SE wordt opgericht, de SE verkrijgt de vermogens van de nationale naamloze vennootschappen onder algemene titel. De aandeelhouders van de verdwijnende vennootschappen worden aandeelhouder van de SE. De nationale naamloze vennootschappen houden van rechtswege op te bestaan.

### Oprichting dochter-SE door bestaande SE
Een bestaande SE heeft voldaan aan de vereisten die gesteld worden en kan daarmee vrij eenvoudig een dochter-SE oprichten. Indien de moeder-SE alle aandelen in de dochter-SE houdt dan zijn de bepalingen van de twaalfde richtlijn, het vennootschapsrecht betreffende eenpersoonsvennootschappen met beperkte aansprakelijkheid, van overeenkomstige toepassing.

## Bekende voorbeelden van SE's
De volgende naamloze vennootschappen zijn inmiddels SE's geworden:
- Airbus Group (sinds 27 mei 2015)
- Allianz (sinds 13 oktober 2006)
- Axel Springer SE (sinds 2013)
- Conrad Electronic (sinds 18 augustus 2006)
- Porsche SE (sinds 13 november 2007)
- BASF (sinds 14 januari 2008)
- Equens (sinds 17 juli 2008), sinds 2016 equensWorldline, onderdeel van Worldline[1]
- Solon (sinds 2 december 2008)
- Unibail-Rodamco (sinds 18 mei 2009)
- MAN (sinds 19 mei 2009)
- Atos (sinds 1 juli 2012)
- SAP (sinds 7 juli 2014)
- Wimbi Boats (sinds 17 augustus 2021)[2]
- North Sea Port (sinds 4 mei 2018)
- Capgemini (sinds 2 juni 2017)[3]